# エダカビ

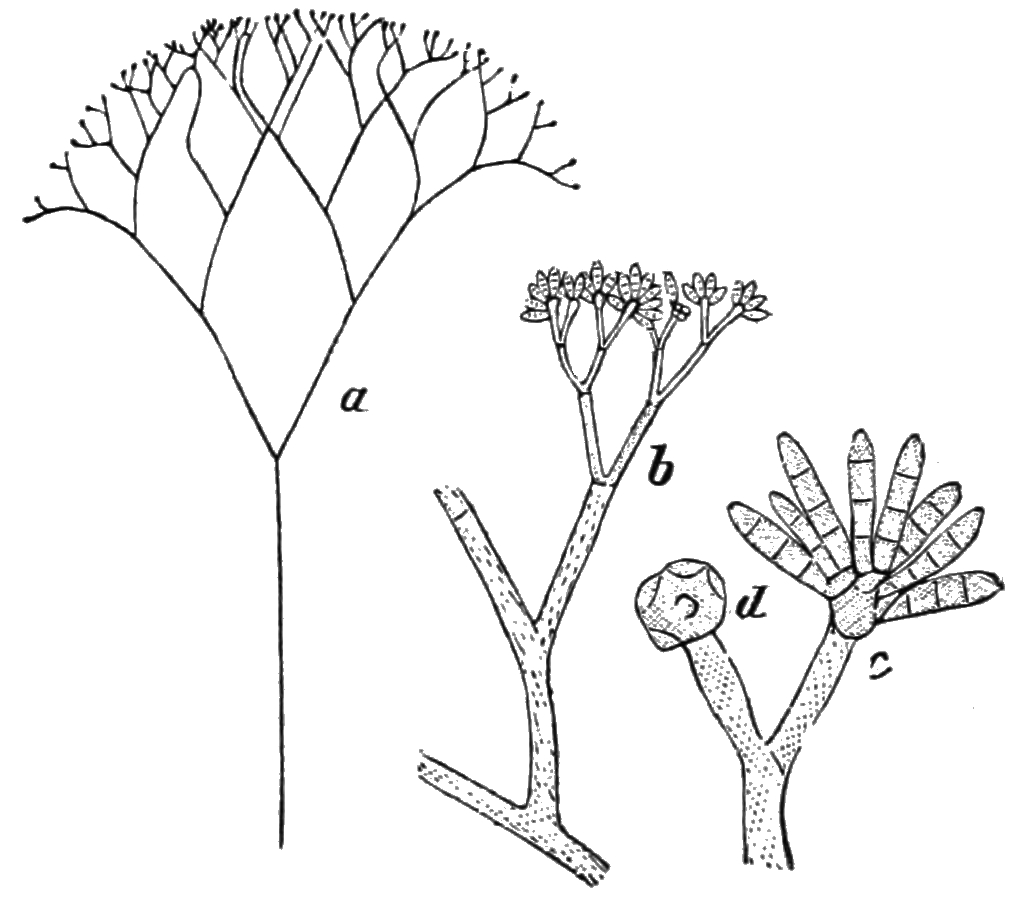
図版・P. frescaeniana
分節胞子嚢や頂端細胞が示されている

エダカビは、接合菌門接合菌綱トリモチカビ目エダカビ科に属する菌類の一群である。ほとんどがケカビ類を宿主とする菌寄生菌である。

## 特徴
エダカビ Piptocephalis は、胞子形成する柄の先端に分節胞子嚢を多数つけるカビで、その点でハリサシカビ Syncephalis に似るが、主軸が数回の二又分枝を行うのが特徴である。枝黴の名はこれに由来する。その姿は二又分枝によるフラクタル図形そのものである。数mmを越える大きさになるものも多く、その姿は肉眼でも見分けられる。
菌糸が発達した菌糸体を形成する。栄養菌糸は非常に細く、隔壁はない。見た目は柔軟で、あちこちで枝分かれしながら宿主菌糸にからみ、あるいはその間に張り巡らされる。ところどころの宿主菌糸上の菌糸が膨らんで、この部分から宿主菌糸の内部に吸器が侵入する。
胞子形成の場合には、栄養菌糸より太く、剛直な枝を出す。この分節胞子嚢柄は真っすぐ、あるいはやや斜めに立ち上がり、あるいはその基部が匍匐枝状に這う。その先端近くで数回の二又分枝を行い、その結果、先端は2の何乗かに分かれるので、それぞれの枝先に多数の分節胞子嚢が形成される。分枝は二又ではなく三出などの形を取る場合もある。

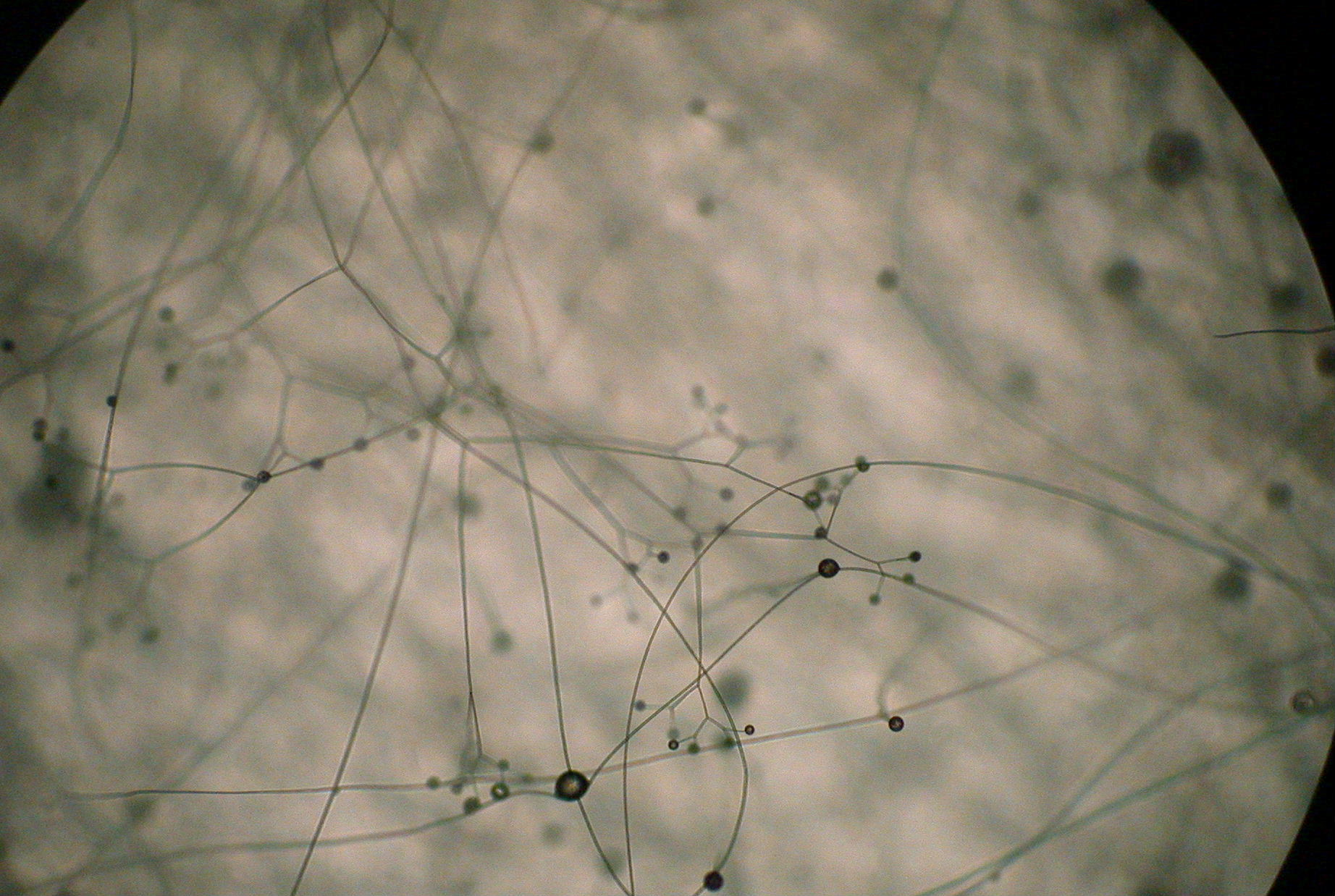
生きた状態の顕微鏡写真

有性生殖は接合胞子嚢による。自家不和合性の種と自家和合性の種とがあり、後者では単独株でよく接合胞子のうを形成する。その形はいわゆる釘抜き型で、菌糸が互いに接触した後に、それぞれから作られる配偶子嚢は一旦離れてから曲がって接触し、その接触部に接合胞子のうが形成されるので、釘抜きかやっとこの先で接合胞子嚢を挟んだように見える。配偶子嚢はやや膨らみ、半ばに隔壁を生じて配偶子のうが区別される。接触部の互いの配偶子の先端部が融合し、これが接合胞子嚢になる。接合胞子嚢はほぼ球形で、表面は褐色で網状の突起があるのが普通である。このような様子はハリサシカビに似てはいるが、より単純で、ハリサシカビに見られるような多様性はない。なお、この属では自家和合性の種が結構多く、そのためにその観察されたのも古かった。

## 無性生殖器官
分節胞子嚢柄の分枝には種によって若干の違いがあり、例えば第一、第二の分枝間が狭くて一見では四本の枝が同時に分かれて見える例もあり、それらは種の区分点の一つにも認められる。また、この柄に縦筋模様が出るものが多い。これは細胞壁の部分的な肥厚によるもので、主軸や枝分かれの基部に出ることが多く、多くは柄の時間経過によって次第にはっきり出るようになる。
柄の先端での分節胞子嚢の様子にはいくつかの型がある。多くのものではその先端が膨らんで特有の頂端細胞(Head cell)を形成し、その表面に分節胞子嚢が生じる。胞子が成熟した場合にはこの細胞も脱落するものが多いが、脱落せずに残る種もある。脱落した場合にも、この細胞から発芽することはないようである。なお、頂端細胞の上の分節胞子嚢の配置にも種による特徴があり、たとえばその表面にまんべんなく分布するもの、いくつかの隆起があって、それぞれの隆起の上に配置するものなどがある。
全く頂端細胞を欠く種もある。P.indica は分枝の先が小枝状に何度か分かれ、それがすべて分節して胞子になる。もっともこの基部の一胞子を頂端細胞と見なし、頂端細胞が胞子になっているとの判断もある。P. benjamini では分枝した枝先が細かく分かれ、それぞれの先端に単胞子の分節胞子嚢がつく。
胞子嚢はたいていが棒状で形成され、次第に内部に分節を生じてそれぞれが胞子となる。また、P. lepidula のようにまず下側の胞子の形ができて、その上に出芽するように次の胞子の形ができ、その後に胞子の輪郭ができあがる例もある。単胞子の分節胞子嚢をつける例もある。胞子嚢内の胞子の数は種ごとの特徴と認められている。胞子が成熟後、一つの頂端細胞の上に生じた胞子は丸まる一つの水滴に収まって胞子滴を生じるもの、バラバラになって散布されるものがある。
なお、これらの胞子形成の形質はハリサシカビ属に見られるこの部分の多様性と共通する部分もあるが、異なる点もある。例えばハリサシカビでは脱落性の頂嚢は見られないし、逆にいっさい頂嚢を欠くものもない。

## 寄生性
大部分の種はケカビ目の菌類に広く寄生する。多くの種はケカビ・クモノスカビなどを中心に、さまざまなケカビ類に寄生する。ただ一種、アオカビなど子嚢菌およびその系統のアナモルフ菌類に寄生するものが知られている (P. xenophila)。これはこの科を通じても唯一の例外である。
ケカビ目の中では、その宿主特異性はあまりなく、調べられている範囲では、若干の例外を除いて大抵のものに寄生して成長することが分かっている。一部のケカビでは成長がよくない場合があり、これはケカビの成長が早すぎてついて行けない場合もあると考えられる。
また、クサレケカビ科のものはほとんどが宿主とならないが、Micromucor に分けられる類は宿主として利用されていることが知られていた。この科のものは、現在ではケカビ目から外される傾向にあり、ただし Micromucor 類はウンベロプシスの名でケカビ目とされている現在の判断を先取りしたとも言える結果である。ただし、一部の種では真のクサレケカビ類を宿主とする例も知られる。
培養は、一般には宿主の菌類と共に培養する二員培養という手法を使う。まずエダカビの胞子を寒天培地に接種すると、胞子が発芽してわずかに菌糸をのばすので、これに宿主菌の菌糸が触れるようにしてやれば、菌糸は宿主菌糸にからみついて次第に成長を始める。標準的な宿主としては Cokeromyces が用いられ、多くの種はこれでよく成長する。純粋培養は行われていない。
なお、このカビは宿主が存在しなくても寒天培地上で胞子が発芽し、小型の胞子嚢柄を生じ、少数の胞子を形成することが知られている。しかしそれ以上成長しつづけることはなく、これは腐生菌として生育可能であることを意味するのではない。また、これによって形成された胞子は単独では発芽せず、宿主の菌類に触れて初めて発芽する。より広範囲で宿主を探すための適応と考えれば筋は通る。ハエカビなどにおいて胞子が発芽してさらに胞子を作り、それを射出するのと似ているとも言える。
上記のような性質は、近縁のハリサシカビもほぼ同様であるが、こちらの方が諸事ややアバウトな印象である。

## 生育環境
多くの場合、動物の糞から出現する。土壌などからも出現する例もある。いずれにせよ、それらの上に生育するケカビ類に寄生して出現するものである。大型のものもあり独特の枝振りであるから、野外においても、これらのカビの生えた基質の上に伸び出す様子を見ることがある。

## 分類
この属はフレセニウス(1864)によって簡単に観察されたのが初めてで、ドバリ(1865)によって最初に記載された。しかし詳しい記載はブレフェルド(1872)によって行われ、この時に接合胞子嚢も観察された。
ハリサシカビとは分節胞子嚢やその回りの構造、それに有性生殖器官などの特徴がほぼ共通している。また、分節胞子嚢柄の形態によってはっきり区別できる。このことからこの二属をまとめてエダカビ科とすることが広く認められてきた。外見的には同じように二又分枝する胞子のう柄を持つものにフタマタケカビ(Syzygites)があるが、これはキノコに寄生するもので、その無性生殖器官は大型の胞子嚢である。他に、胞子形成枝がよく分枝し、そこに単胞子性小胞子嚢をつけるもの（イトエダカビ Chaetocladium、Dichotomocladiumなど）とは混同された例がある。たとえば P. benjamini は最初はイトエダカビ属として記載された。他に、分節胞子嚢を頂嚢表面につけるものにハリサシカビモドキ Syncephalastrum がある。これは分節胞子嚢柄が仮軸状に分枝するので混同することはない。菌糸体は太い菌糸からなり、腐生菌なので性質はかなり異なる。かつて同科としたこともあるが、現在は別目とされている。
現在では約20種が記載されているが、これらがすべて広く認められているわけではない。二員培養の際の宿主の違いによる形態の特徴の把握などの問題もある。
日本でも比較的よく見られる。ただしまとまった報告はない。菌類図鑑には2種が掲載されている。それを含め、代表的なものを挙げておく。
- P. benjamini (Embree) Benjamin：単胞子性、頂端細胞がない。
- P. xenophila Dobbs & English：唯一子嚢菌系の菌に寄生。
- P. indica B. S. Mehrotra & Baijal：分枝した分節胞子嚢をつける。
- P. minuta Kuzuha：ごく小型、枝先には単独の分節胞子嚢をつける。
- P. microcephala van Tieghem：三胞子、小さな頂端細胞。
- P. unispora Benjamin：単胞子、はっきりした頂端細胞。
- P. tieghemiana Matruchot：細長い二胞子、円錐形の頂端細胞。
- P. freseniana de Bary：頂端細胞は数葉に分かれ、30程の分節胞子嚢をつける。胞子数は3-5。
- P. lepidula (March.) Benjamin：頂端細胞は単一、胞子数は2。
- P. cylindrospora Bainier：細長く多数の胞子を含む分節胞子嚢。
- P. arrhiza Van Tieghem & Le Monnier：全体に大柄な種。頂端細胞は大きく分かれ、胞子数は三。
- P. repens van Tieghem
- P. cruciata van Tieghem